# Албано Янку
Албано Янку (алб. Albano Janku, нар. 13 серпня 1967) — колишній албанський футбольний арбітр. З 2002 по 2010 рік був Арбітром у ФІФА та УЄФА. Він також до 2012 року судив матчі вищого дивізіону Албанії.

## Кар'єра
28 серпня 2003 року Янку дебютував на міжнародному рівні під час матчу між «Дебреценом» та «Екранасом» у кваліфікаційному раунді Кубка УЄФА, який завершився з рахунком 2–1, і албанський арбітр показав сім жовтих карток, дві з яких одному гравцеві, Арунасу Клімавічюсу.
Свій перший матч на рівні збірних Янку відсудив 22 серпня 2007 року, коли Сан-Марино програв Кіпру з рахунком 0–1. Під час цієї гри Янку дав чотири жовті картки гравцям Сан-Марино.

## Міжнародні матчі
| Дата                | Місце                  | Суперники                         | Результат | Турнір                 | ЖК | RK |
| ------------------- | ---------------------- | --------------------------------- | --------- | ---------------------- | -- | -- |
| 22 серпня 2007 року | Серравалле, Сан-Марино | Сан-Марино — Кіпр                 | 0 — 1     | Кваліфікація Євро-2008 | 4  | 0  |
| 3 березня 2010 року | Скоп'є, Македонія      | Республіка Македонія — Чорногорія | 2 — 1     | Товариський матч       | 4  | 0  |